# Стримтура (Сучава)
Стримтура (рум. Strâmtura) — село у повіті Сучава в Румунії. Входить до складу комуни Вама.
Село розташоване на відстані 350 км на північ від Бухареста, 43 км на захід від Сучави.

## Населення
За даними перепису населення 2002 року у селі проживала 561 особа. Рідною мовою 559 осіб (99,6%) назвали румунську.
Національний склад населення села:
| Національність | Кількість осіб | Відсоток |
| -------------- | -------------- | -------- |
| румуни         | 556            | 99,1%    |
| німці          | 5              | 0,9%     |